# Pradawny ląd 7: Kamień zimnego ognia
Pradawny ląd 7: Kamień zimnego ognia (ang. The Land Before Time 7: The Stone of Cold Fire) – amerykański film animowany dla dzieci.
Opowiada dalszych losach pięciu dinozaurów: Liliputa (apatozaur), Cery (triceratops), Pterusia (pteranodon), Kaczusi (zaurolof) i Szpica (stegozaur).

## Opis fabuły[1]
Do Wielkiej Doliny przybywa stado migrujących dinozaurów. Wśród nich wygnany przed laty wujek Pterusia, Pterano. W nocy Liliput nie śpi i jako jedyny widzi spadający z nieba kamień. Początkowo nikt nie daje mu wiary. Wyjątkiem jest Pterano, który namawia dzieci podróż, w celu odnalezienia kamienia, gdyż wierzy, że ma on magiczne właściwości.

## Obsada oryginalna
- Thomas Dekker - Liliput (głos)
- Aria Noelle Curzon - Kaczusia (głos)
- Jeff Bennett - Pteruś (głos)
- Anndi McAfee - Cera (głos)
- Michael York - Pterano (głos)
- Rob Paulsen - Szpic / Rinkus (głos)
- Kenneth Mars - dziadek (głos)
- John Ingle - ojciec Cery (głos)
- Miriam Flynn - babcia (głos)
- Jim Cummings - Sierra (głos)
- Patti Deutsch - Tęczowa Twarz (głos)
- Charles Kimbrough - Tęczowa Twarz (głos)
- Tress MacNeille - matka Kaczusi / matka Pterusia (głos)
- Zoë Gulliksen - Lydia (głos)

## Wersja polska
Opracowanie wersji polskiej: TELEWIZJA POLSKA

Reżyseria: Krystyna Kozanecka

Dialogi i tłumaczenie: Katarzyna Dziedziczak

Dźwięk i montaż: Urszula Bylica

Kierownik produkcji: Anna Jaroch

Wystąpili:
- Beata Wyrąbkiewicz - Cera
- Marek Molak - Liliput
- Jacek Bończyk - Pteruś
- Olga Bończyk - Kaczusia
- Jolanta Wołejko - Babcia Liliputa
- Paweł Szczesny - Dziadek Liliputa
- Jacek Mikołajczyk - Bron, tata Liliputa /Wielki Tatko
- Aleksander Mikołajczak - Pan Trójnóg, tata Cery
- Kajetan Lewandowski - Liliput/Skikacz
- Ewa Serwa - Mama Liliputa/Tria
- Agnieszka Kunikowska - Babcia Liliputa